# Hildegard van Beieren

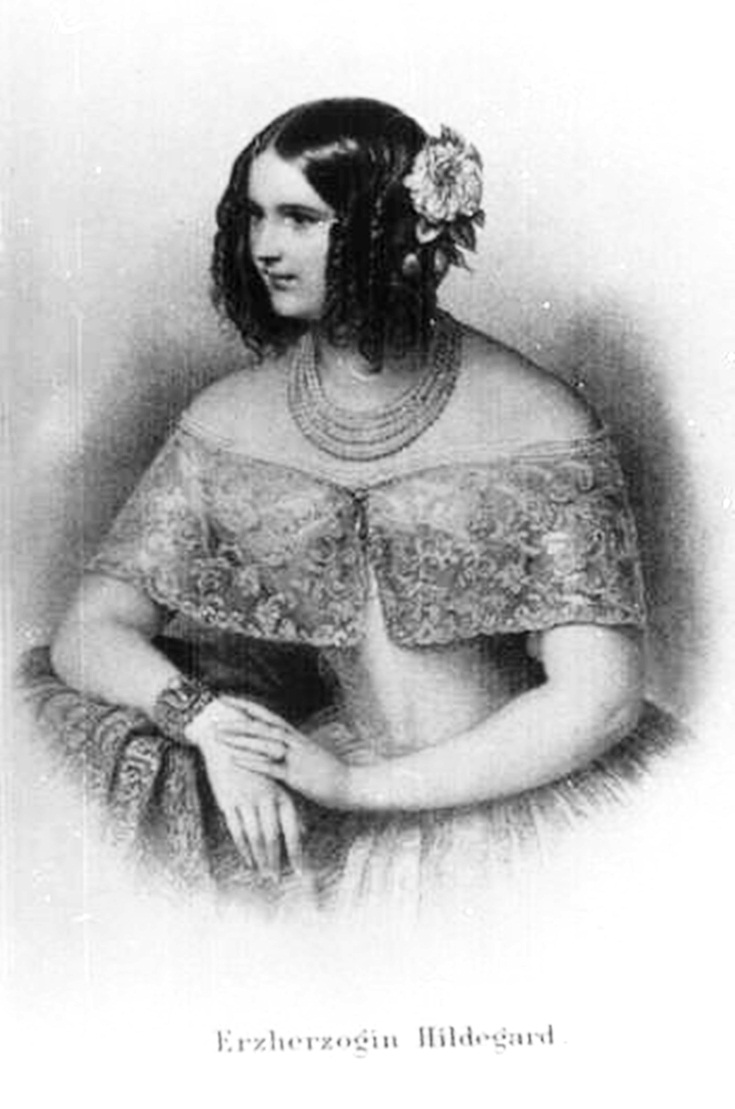
Hildegard van Beieren

Hildegard Louise Charlotte Theresia Frederieke van Beieren (Würzburg, 10 juni 1825 – München, 2 april 1864), prinses van Beieren, was een lid van het huis Wittelsbach. Ze was een dochter van koning Lodewijk I van Beieren en Theresia van Saksen-Hildburghausen.

## Huwelijk en gezin
Ze trouwde op 1 mei 1844 te München met aartshertog Albrecht van Oostenrijk-Teschen. Hildegard en Albrecht kregen drie kinderen, van wie de twee jongste kinderen op jonge leeftijd stierven. Hun enige zoon, Karel Albrecht Lodewijk (1847-1848) stierf op 1-jarige leeftijd. Hun tweede dochter, Mathilde Marie Adelgunde (1849-1867), was verloofd met Lodewijk Salvator van Oostenrijk (een zoon van groothertog Leopold II van Toscane). Van een huwelijk was het nooit gekomen, doordat Mathilde door een tragisch ongeluk om het leven kwam: toen ze een sigaret voor haar vader probeerde verstoppen, vatten haar lichtbrandbare kleding vlam. Ze liep veel tweede en derdegraads brandwonden op en stierf in juni 1867. Slechts één dochter, Maria Theresia Anna, bleef over. Zij trouwde met hertog Philip van Württemberg, een achterkleinzoon in mannelijke lijn van hertog Frederik Eugenius van Württemberg. Albrecht had dus geen mannelijke erfgenamen, waardoor zijn bezittingen na zijn dood overgingen naar zijn neef, aartshertog Frederik van Oostenrijk-Teschen.
- Gemeinsame Normdatei: 124331912
- Virtual International Authority File: 28001961